# Stefano Ghisolfi

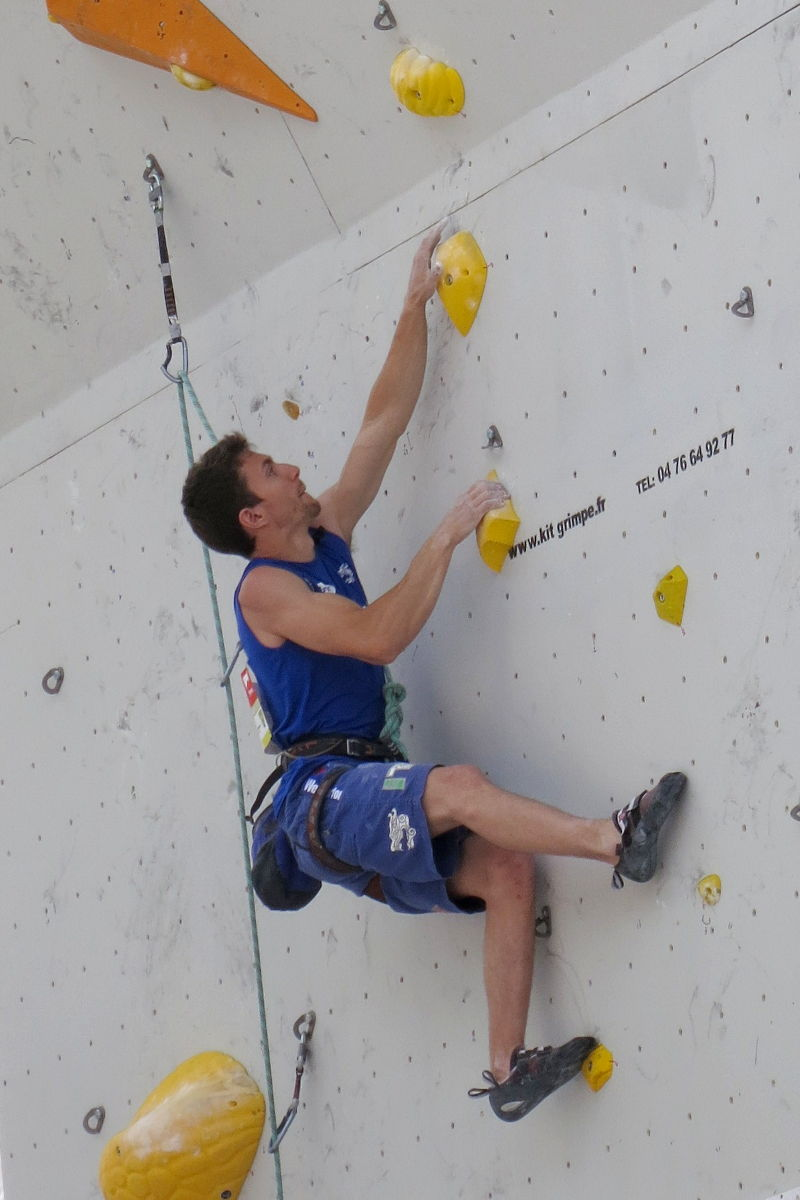
ME 2013 Chamonix. Stefano Ghisolfi na ścianie wspinaczkowej w prowadzeniu.

Stefano Ghisolfi (ur. 18 lutego 1993 w Turynie) – włoski wspinacz sportowy. Specjalizuje się w boulderingu, w prowadzeniu oraz we wspinaczce łącznej. Wicemistrz Europy we wspinaczce sportowej w konkurencji łącznej z 2015.

## Kariera sportowa
W 2015 we francuskim Chamonix wywalczył tytuł wicemistrza Europy we wspinaczce sportowej w konkurencji wspinaczki łącznej, w finale przegrał z Austriakiem Jakobem Schubertem. 
W 2019 podczas mistrzostw świata w japońskim Hachiōji zajął 6. miejsce w konkurencji prowadzenia, a we wspinaczce łącznej był sklasyfikowany na dziewiętnastym miejscu. Został wspinaczem, który nie uzyskał bezpośredniego awansu na igrzyska olimpijskie we wspinaczce sportowej, a dodatkowo został wyprzedzony jeszcze przez kolegę z reprezentacji Michaela Piccolruaza, który zajął 14 miejsce we wspinaczce łącznej.
W Tuluzie na światowych kwalifikacjach do igrzysk olimpijskich zajął dziewiętnaste miejsce, które również nie zapewniało mu kwalifikacji na IO 2020 w Tokio.
Wielokrotny uczestnik, medalista festiwalu wspinaczkowego Rock Master, który corocznie odbywa się na ścianach wspinaczkowych we włoskim Arco. Na tych zawodach wspinaczkowych wywalczył dwa srebrne medale; w 2013 w duelu, a w 2018 w prowadzeniu.

## Osiągnięcia

### Mistrzostwa świata
| Konkurencje       | 2011 | 2014 | 2016 | 2018 | 2019 |
| Bouldering        | 25   | —    | —    | —    | 49   |
| Prowadzenie       | 27   | 10   | 7    | 22   | 6    |
| Wsp. na czas      | 30   | —    | —    | —    | 44   |
| Wspinaczka łączna | —    | —    | —    | —    | 19   |

### Mistrzostwa Europy
| Konkurencje       | 2010 | 2013 | 2015 | 2017 |
| Bouldering        | 37   | 35   | 35   | —    |
| Prowadzenie       | 37   | 16   | 7    | 10   |
| Wsp. na czas      | 18   | 32   | 26   | —    |
| Wspinaczka łączna | —    | —    | 2    | —    |

### Rock Master
| Konkurencje | 2013 | 2014 | 2016 | 2017 | 2018 |
| Prowadzenie | —    | 10   | 9    | 18   | 2    |
| Duel        | 2    | —    | 6    | 5    | 4    |